# دهستان منگشت
دهستان مگنشت، یکی از دهستان‌های بخش مرکزی شهرستان باغ‌ملک در استان خوزستان ایران است. مرکز این دهستان، روستای ابوالعباس است.

## مردم
مردم این دهستان از ایل بختیاری طایفه چهارلنگ کیان ارثی و هفت لنگ دینارونی (اورک) می‌باشند 

## جمعیت
بر پایه سرشماری عمومی نفوس و مسکن در سال ۱۳۹۵، جمعیت دهستان منگشت برابر با ۹٬۹۸۰ نفر بوده است.